# 青龙复仇
是一部2014年香港导演刘伟强和卢弘轩联合执导、Michael Di Jiacomo和卢弘轩编剧、马丁·斯科塞斯监制的美国黑帮电影，为继2007年的《强捕犯》（The Flock）后刘伟强执导的第二部美国电影。2014年10月在北美地区上映。

## 剧情
影片取材于真实事件，讲述两个中国兄弟桑尼和史蒂文在纽约市黑帮里挣扎的故事。
桑尼（全智泰 饰）与史提芬（吴凯文 饰）从小漂洋过海偷渡到美国，情同兄弟二人为脱离打黑工生活，被迫加入了当时纽约唐人街皇后区自称最恶的黑帮「青龙帮」，于贫穷绝望又残酷血腥的生活中成大长人。二人效忠「青龙帮」为帮派出生入死，地位迅速攀升时亦开始受当地警察关注，牵起一连串斗争及矛盾。直到辛尼失去了他一生的至爱天娜，好兄弟史提芬被杀于眼前，他决定要展开复仇大计，毁掉昔日栽培他的「青龙帮」。

## 演员
- 全智泰（英语：Justin Chon） 饰 Sonny
- 吳凱文  饰 Steven
- 雷·利奧塔 饰 Michael Bloom
- 岑勇康 饰 Paul Wong
- 原麗淇 饰 Snakehead Mama
- 歐陽靖 飾 Detective Tang
- 黃尚禾 飾 餐館老闆

## 制作
2013年6月在纽约市曼哈頓唐人街开拍，其他取景地包括皇后区和布鲁克林。

## 发行
在2014年多伦多电影节上举行全球首映，9月11日登陆DirecTV。10月正式在北美上映。
烂番茄新鲜度仅有9%，Metacritic上得到36分。